# 아이작 더스트
아이작 더스트(Isaac Durst, 1966년 3월 2일 ~ )는 미국 출신의 방송인이자 영어 강사이다.

## 학력
- 1984년 ~ 1990년 버클리대학 영문학 학사
- 1991년 ~ 1994년 연세대학교 대학원 동아시아학 석사

## 경력
- 1994년 ~ 1996년 뉴욕 맨해튼 센터 스튜디오 회계 행정 및 이벤트 매니저
- 1997년 ~ 2000년 2월 한서대학교 보조교수
- 2000년 ~ 2003년 경기대학교 영어과 강사
- 2003년 열린사이버대학교 영어과 강사
- 2012년 11월 제주특별자치도 홍보대사